# ایوب (استان سعیده)
استان سعیده ایوب (به عربی: أیوب) یک شهرداری در الجزایر است که در استان سعیده واقع شده‌است.